# Man gewöhnt sich so schnell an das Schöne
"Man gewöhnt sich so schnell an das Schöne" foi a canção que representou a Alemanha no Festival Eurovisão da Canção 1964 que teve lugar em Copenhaga a 21 de março desse ano.

## História
A referida canção foi interpretada em alemão por Nora Nova, cujo título é o maior da história do Festival Eurovisão da Canção, com 34 letras. Foi a nona canção a ser interpretada na noite do festival (a seguir à canção britânica "I Love the Little Things", cantada por Matt Monro e antes da canção monegasca "Où sont-elles passées", interpretada por Romuald). Terminou a competição em último lugar, não tendo recebido qualquer ponto. No ano seguinte, em 1965, a Alemanha foi representada por Ulla Wiesner que interpretou a canção "Paradies, wo bist du?".

## Autores
- Letrista: Niels Nobach
- Compositor: Rudi von der Dovenmühle
- Orquestrador: Willy Berking

## Letra
A canção é uma balada, com Nova a cantar sobre como fácil se acostumar a ser bem tratado em um relacionamento, apenas para ser surpreendido com o que o resto do mundo é como se o relacionamento termina.